# Principiul al doilea al termodinamicii: Planck versus Carathéodory
În 1909, Carathéodory a propus o formulare originală , cu un pronunțat flair matematic, a  principiului al doilea al termodinamicii și a consecințelor sale și care - la prima vedere - nu este ușor de pus în legătură cu prezentările obișnuite ale principiului. Drept răspuns, Max Planck a propus în 1926 un nou mod de a deduce existența temperaturii absolute și creșterea entropiei dintr-o formulare a principiului al doilea, diferită de cele clasice, dar apropiată de limbajul obișnuit al fizicii. Metoda lui Planck păstrează anumite trăsături ale argumentelor lui Carathéodory, și nu recurge la formulări care ar putea părea matematic pretențioase. Prețul este acela că el se restrânge la sisteme cu numai două grade de libertate; modelul pentru acestea sunt fluidele omogene compresibile, care constituie obiectul central de discuție al manualelor de termodinamică. Discuția lui Max Planck este simplă, elegantă și de natură (aproape) pur „fizică“.  Acest articol o prezintă în paralel (și în opoziție) cu argumentația mai încărcată matematic a lui Carathéodory, ale cărei detalii se găsesc într-un articol separat.
Planck  a preluat argumentația din articolul său din 1926 în edițiile ulterioare ale „Lecțiilor de termodinamică“  - probabil cel mai influent manual al domeniului.

## Aparatul luiJoule
Formulările „clasice“ ale principiului al doilea (Kelvin-Planck și Clausius) sunt extrase din studiul funcționării ciclice ale mașinilor cu abur.

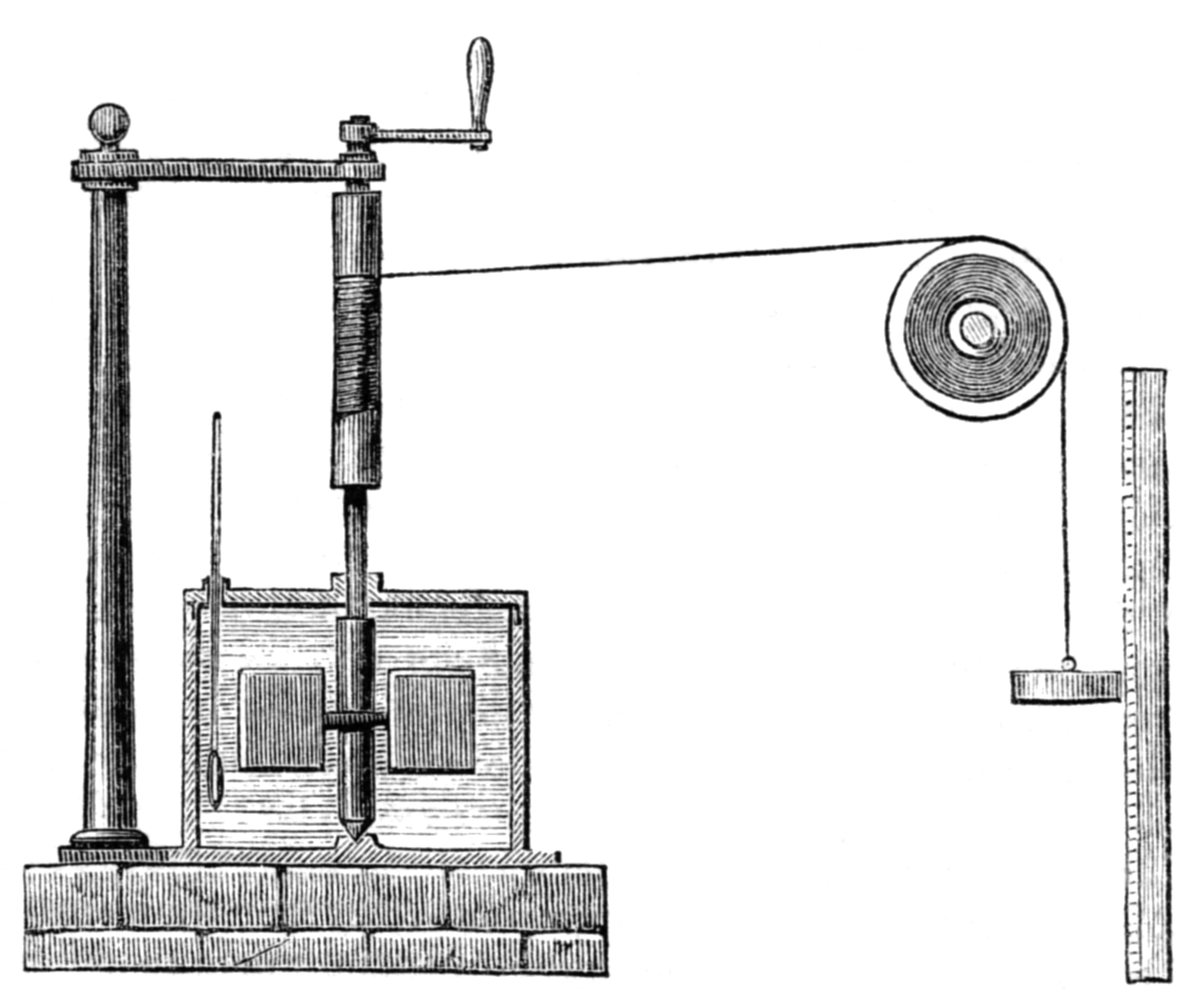
Fig.1: Aparatul lui Joule de determinare a echivalentului mecanic al caloriei

Spre deosebire de ele, pentru formulările lui Carathéodory (1909) și Planck (1926) experiența centrală poate fi considerată aceea a lui Joule de determinare a echivalentului mecanic al caloriei(Fig.1): Vasul în care se găsește fluidul este izolat adiabatic de exterior: prin aceasta înțelegem că fluidul atinge în el stări de echilibru care se păstrează indefinit și care pot fi modificate  numai permițând greutății să cadă liber, rotind astfel paletele din interiorul fluidului. Acesta se incălzește de pe urma rotației paletelor, ceea ce se intâmplă dacă fluidul nu este un gaz ideal: fenomenul principal este aici acela al vîscozității (sau frecării). Observația care conduce la principiul al doilea al termodinamicii, este că procesul invers, prin care fluidul se răcește, iar greutatea se ridică , deși posibil din punct de vedere al conservării energiei (al principiului întâi al termodinamicii), nu se intâmplă niciodată.
Dacă se descrie starea fluidului prin doi parametri, din care unul este geometric (volumul) iar celălalt este energia lui internă U (în locul ei se pot folosi temperatura sau presiunea), se înțelege imediat afirmația generală a lui Carathéodory:
 
(PC)În vecinătatea oricărei stări de echilibru a unui sistem simplu  există stări de echilibru care nu sunt accesibile de la ea prin procese adiabatice 
Într-adevăr, în aparatul lui Joule, stările cu energie internă U'< U nu sunt accesibile, câtă vreme ne mărginim la procese generate de mișcarea greutății. Termenul adiabatic include aici posibilitatea variației parametrilor geometrici (a volumului), dar astfel incât toate schimbările de stare ale sistemului să nu lase nici o urmă în exteriorul său, cu excepția deplasării unei greutăți. După (PC), nu putem atinge stările (U',V) plecând din (U,V) cu U'<U, chiar dacă admitem procese cu schimbări adiabatice ale volumului.
Pentru Max Planck (1926), reluând dezvoltări din teza sa de doctorat (1876, sub Clausius), formularea cea mai potrivită a  principiului al doilea este "dezvoltarea de căldură prin frecare este ireversibilă" . Numim un proces "ireversibil"  dacă la încheierea sa, starea universului de la începutul procesului nu mai poate fi recuperată în nici un fel. În articolul lui Planck forma principiului al doilea folosită implicit este:

(PP)Nu există nici un proces al cărui singur rezultat să fie scăderea energiei interne a unui corp și ridicarea corespunzătoare a unei greutăți.

Pentru procesul lui Joule, aceasta are drept consecință: dintr-o stare de echilibru (U,V) a sistemului sunt accesibile numai stări (U',V) cu U'>U, nu numai dacă ne restrângem la procese adiabatice, ci chiar dacă admitem orice fel de procese, astfel încât la sfârșitul lor, universul extern să revină la locul lui cu excepția posibilă a unei greutăți 
Cele două formulări nu sunt - la prima vedere - echivalente: cuvântul adiabatic lipsește în (PP), dar este vorba numai de stări (U',V) cu același V; în (PC) numărul de stări inaccesibile adiabatic cuprinde pe cele descrise de (U',V), cu U'<U, dar poate fi mai mare.

## Integrabilitatea cantității de căldură
Pentru procese adiabatice în care parametrii geometrici (volumul) nu sunt ficși,  variația energiei interne este aceeași cu lucrul mecanic ΔL efectuat asupra sistemului (ΔL>0) sau de către el (ΔL<0) (variația energiei potențiale a greutăților). Dacă sistemul nu este izolat adiabatic, diferența între variația energiei interne și lucrul mecanic efectuat este – prin definiție - cantitatea de caldură schimbată de sistem cu exteriorul:

 Un perpetuum mobile de speța a doua este un aparat care funcționează ciclic - deci ΔU=0, ΔV=0 la sfârșitul ciclului, dar transformă căldura primită (ΔQ > 0) în lucru mecanic (ΔL = −ΔQ < 0). Dacă ne imaginăm un astfel de aparat izolat, împreună cu o parte suficient de mare din obiectele din vecinătatea lui, dar cu excepția greutății care trebuie ridicată, vedem că mișcarea ciclică poate să fie realizată cel mult de aparatul nostru, dar nu de întreg sistemul, chiar dacă parametrii geometrici ai întregii vecinătăți revin la valorile lor inițiale: energia internă totală trebuie să scadă, cu acea cantitate care a fost transmisă greutății. Dar un astfel de proces este interzis de formularea (PP) a principiului al doilea. Deci, din (PP) deducem imposibilitatea unui perpetuum mobile de speța a doua.

Este important de remarcat că în situația aparatului lui Joule, se efectuează lucru mecanic asupra sistemului, dar fără modificarea parametrilor geometrici: procesul este ireversibil; dacă parametrii nu sunt constanți, procesul poate fi reversibil atunci când viteza de modificare a lor este infinit mică () : în cazul nostru, pentru deplasări infinitezimale:

unde p(U,V) este presiunea (presupusă o funcție suficient de netedă de U,V). Un proces adiabatic reversibil este descris de ecuația:

 unde dQ este o formă diferențială despre care, pentru început, nu știm nimic. Din principiul (PC) Carathéodory argumentează că, pentru sisteme "simple" , parametrii - numărul lor poate fi oricât de mare - care descriu toate stările accesibile prin procese adiabatice reversibile pornind de la o stare dată ((U0,V0) in cazul nostru) se găsesc pe o suprafață (în spațiul parametrilor):spunem că, în acest caz, forma dQ este integrabilă,ceea ce trebuie deosebit de proprietatea energiei interne de a fi o diferențială totală: ea diferă de diferențiala totală a unei funcții F printr-o funcție N de parametrii sistemului, numită factor integrand al lui dQ:

Pentru un număr de parametri geometrici mai mare sau egal cu doi, proprietatea de integrabilitate implică restricții mari asupra dependențelor posibile ale „forțelor“ (analoagele lui p(U,V)) de parametrii geometrici. Pentru un singur parametru geometric, ca în cazul prezent, se pot găsi astfel de perechi (N(U,V),F(U,V)) în condiții foarte largi, un fapt care este independent de validitatea afirmației (PC). Pentru a vedea aceasta, amintim  că ecuația diferențială

are, cu restricții foarte puține asupra funcției p(U,V) soluții U= U(V,U0, V0). Vom presupune că aceste soluții pot fi extinse peste intervale suficient de largi ale variabilei V 

Curbele descrise de ecuația:

 sunt adiabatele sistemului (vezi Fig.2, pentru N2, descris aproximativ de ecuația de stare Van der Waals).

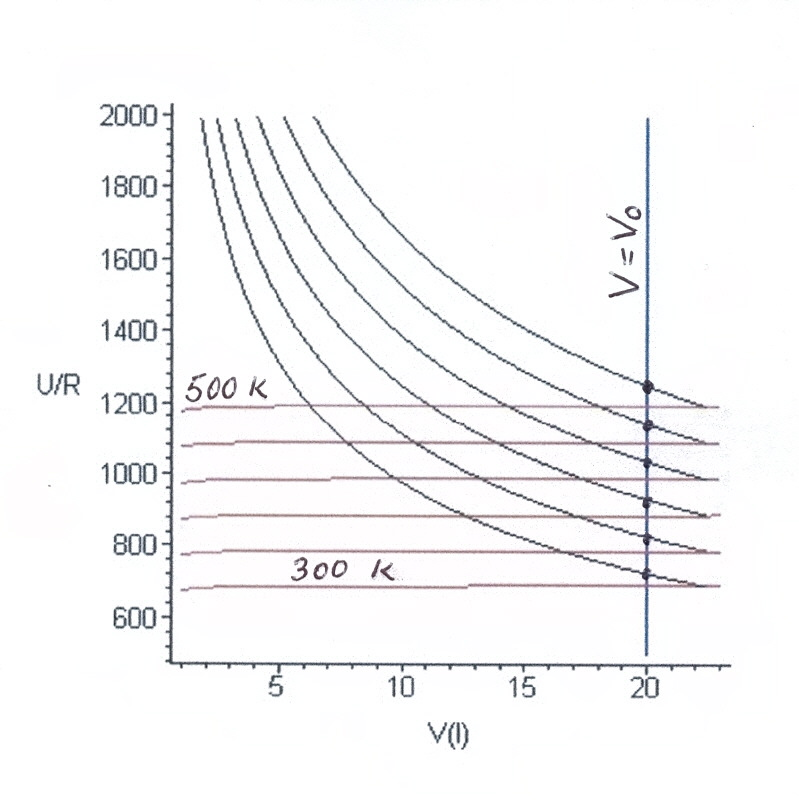
Fig.2: Adiabate şi izoterme în planul (U,V) pentru 1 mol de gaz Van der Waals N_{2}; R este constanta gazelor perfecte; pentru acestea, izotermele ar fi orizontale, cu U/R=3T/2

 Numim o funcție F(U,V) care  este constantă de-a lungul lor entropie empirică.  "Entropiile empirice" sunt astfel încât, pentru funcții corespunzătoare N(U,V)(cf.eq.(2.4) de mai sus) : 

Dacă cunoaștem o familie de soluții U(V,U0,V0) a ecuației (2.5), găsim ușor astfel de perechi (N, F):

funcția F(U,V) este soluția 

 a ecuației (2.6), iar 

(dependența de V0 - abscisa condiției inițiale - nu o mai scriem explicit pentru simplitatea formulelor). Cu alte cuvinte, cea mai simplă alegere a"entropiei empirice" este valoarea U0 unde  adiabata intersectează linia V=V0(vezi Fig.2). Evident, orice funcție monotonă F(U0) poate servi drept entropie empirică. (N(U,V) trebuie atunci înlocuit cu N(U,V)/(∂F/∂U0(U0(U,V))).

## Proprietățile entropiei empirice (după Planck)
Deoarece ∂U/∂U0 → 1 cand V → V0, numerotarea adiabatelor prin valoarea U0 este univocă într-un anumit interval de valori U0, presupus suficient de mare, și de asemenea, N(U,V) ≠ 0  într-un domeniu (suficient de mare). Putem alege acolo N(U,V) >0.
Principiul al doilea în forma (PP) implică atunci: 

Într-un proces oarecare (ireversibil sau nu) în care un fluid izolat adiabatic trece din starea de echilibru (U0,V0) in starea (U1,V1) entropia (empirică) nu poate decat sa crească.
Într-adevăr, la volum constant, energia internă nu poate decât sa crească (PP) și, prin alegerea lui N(U,V), entropia empirică (U0(U,V)) trebuie să crească și ea. În particular, în procesul lui Joule, entropia empirică crește. Putem atinge starea (U1,V1) pornind de la (U0,V0) intâi printr-un proces adiabatic reversibil, unind (U0,V0) cu un punct (U',V1) urmat de un proces ireversibil conducând de la (U',V1) la (U1,V1). Un astfel de proces este posibil numai dacă U'<U1. Entropia este neschimbată în procesul adiabatic reversibil iar în a doua parte ireversibilă nu poate decât să crească. Aceasta justifică afirmația de mai sus.
Planck extinde afirmația aceasta la urmatoarea situație: Fie un sistem oarecare de corpuri, izolat adiabatic de exterior (dar asupra căruia se poate acționa deplasând greutăți). Imaginăm un proces reversibil, în timpul căruia corpurile pot interacționa unul cu celălalt, dar astfel incât la sfârșitul lui toate corpurile ajung în situația inițială, cu excepția unuia – îl numim K1 și a deplasării unei greutăți în câmpul gravitațional. Afirmăm că entropia lui K1 în starea finală (Uf,Vf) este aceeași cu cea în starea inițială (Ui,Vi).
Într-adevăr, completăm procesul aducând pe K1în mod adiabatic reversibil, până în starea (U*, Vi), iar greutatea se deplasează până la h* . În acest proces suplimentar entropia lui K1 rămâne constantă. Conservarea energiei implică:U*-Ui= g(hi-h*), unde hi este înălțimea inițială a greutății. Nu putem avea U*<Ui, deoarece aceasta înseamnă că am ridicat greutatea scăzând energia internă, fără nici o altă schimbare în exterior. Daca U* > Ui, procesul fiind reversibil, îl putem parcurge în sens invers, și ajungem din nou la o contradicție cu principiul (PP). Deci U*=Ui, și deci într-adevăr entropia finală este aceeași cu cea inițială.

## Contactul termic și temperatura absolută
Progresul surprinzător apare când adăugăm principiului al doilea noțiunea de echilibru termic și aceea de temperatură (empirică pentru început) (Principiul zero al termodinamicii). Cu ajutorul lor, putem vorbi despre ecuația de stare a fluidului, care in forma obișnuită este:

unde Θ este "temperatura empirică", definită prin echilibru termic cu un termometru arbitrar .Temperatura empirică poate înlocui energia internă sau presiunea drept parametru negeometric al fluidului.

### Argumentația după Carathéodory
Până acum, factorul integrand N(U,V) poate fi diferit de la sistem la sistem. Putem atinge însă concluzii  independente de sistem, folosind stările de echilibru care apar punând două sisteme în contact termic unul cu celălalt. Este important că o stare de echilibru a unui astfel de sistem compus are doi parametri geometrici și unul negeometric: cele două volume și temperatura empirică comună. Un astfel de sistem este "simplu" în sensul lui Carathéodory   și prin urmare, forma diferențială a cantității de căldură este integrabilă, drept consecință a principiului (PC), prin intermediul lemei sale: integrabilitatea este acum o afirmație netrivială: nu orice formă diferențială cu trei variabile independente este integrabilă. Argumentația lui Carathéodory este mai departe următoarea: dacă drept variabile geometrice independente alegem entropiile empirice S1, S2 ale celor două sisteme și ca parametru negeometric temperatura θ și notăm cu N0 un factor integrand al cantității de căldură a sistemului total, putem scrie:

pentru o functie S(S1,S2,Θ).
Deoarece diferențiala dθ nu apare deloc, singurul mod în care dS poate fi o diferențială totală este ca rapoartele N0/N1 și N0/N2 să nu depindă deloc de temperatură; deci dependența posibila de temperatură a fiecărui factor trebuie să dispară când construim rapoartele (să se „simplifice“).
Subliniem cât este de "miraculos" acest lucru - la prima vedere -: oricare din factorii integranți aleși, pentru orice sistem,  atunci când este exprimat ca funcție de temperatura empirică θ și de entropia empirică S (aleasă drept energia internă U0 la un volum fix V0 în §2, vezi Fig.2) în loc de U și V, se factorizează într-o funcție de θ universală și una de S.  Această funcție de temperatura empirică, aceeași pentru toate sistemele susceptibile de a avea un contact termic, este definită până la un factor constant și este temperatura absolută. Să clarificăm grafic ce înseamnă aceasta, alegând pe U0 drep entropie empirică: dacă pentru un fluid oarecare (fără nici o ipoteză de "idealitate") determinăm ("experimental") funcțiile U=U(V,U0,V0) care corespund adiabatelor,  putem găsi numeric (când fascicolul de adiabate este suficient de dens,vezi Fig.2) aproximații ale funcției ∂U/∂U0, care este factorul integrand.. Dacă acum ∂U/∂U0 (U0,V) este exprimat ca funcție de U0 și θ – punctului (U0,V) de pe adiabata indicată de U0 îi corespunde acea valoare θ dată de izoterma θ=θ(U,V) care trece prin (U0,V) ,vezi Fig.2 – , atunci această funcție este factorizată: ea are, de-a lungul fiecărei adiabate indicate de U0 aceeași dependență de θ : această dependență o putem determina "grafic".

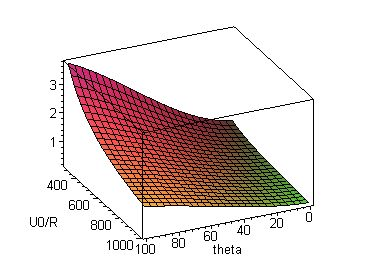
Fig.3: Factorul integrant DU/DU_{0}(θ,U_{0})(axa z) pentru cantitatea de căldură este un produs de două funcții T(θ)N(U_{0}); T(θ) este temperatura absolută până la un factor

În  Fig.3 arătăm o astfel de suprafață pentru N2 : funcțiile obținute pentru diferite adiabate U0 diferă prin factori constanți ; alegem una oarecare din ele și o înmulțim cu un astfel de factor, încât diferența între valorile ei atunci când fluidul se găsește în echilibru cu apa la punctul de îngheț și la punctul de fierbere (la presiune normală) să fie 100: aceasta este temperatura absolută,  T=T(θ). Remarcăm că această procedură (e drept ideală!) poate fi aplicată oricărui fluid, cu aceleași rezultate!

Cu aceasta, putem scrie în (4.1)

și la fel pentru N2. Functiile N'1,N'2 au fost definite până la înmulțirea cu o funcție arbitrară de S1,S2. Definiția  standard a entropiei este astfel incât factorul integrand al cantității de căldură să fie T. Deci 

 sunt entropiile standard . Dacă numerotăm adiabatele sistemului 1 (vezi Fig.2) cu S10 în loc de U0, variația əU/əS = T(θ) este constantă de-a lungul izotermelor, iar dependența T(θ) este aceeaș de-a lungul fiecărei adiabate (vezi Fig.4).

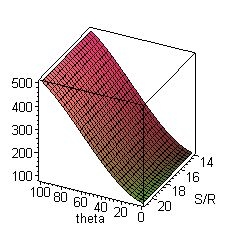
Fig.4: Cu normalizarea standard a entropiei, cantitatea dU/dS (pe axa z) devine constantă de-a lungul izotermelor, iar dependența T(θ) este aceeași de-a lungul tuturor adiabatelor

 Evident, entropiile S10, S20 sunt definite până la o constantă arbitrară . Folosindu-le drept noi variabile in loc de S1,S2 obținem, după ce am simplificat funcția universală T(θ):

Deducem că  funcția N0(S10,S20) depinde de fapt numai de S10 + S20 :

 Deci S = f(S10+S20) unde df/dx = 1/N0(x) (x=S10+S20);  Concludem că entropia standard S0 a sistemului total este astfel incât:

S0 difera de suma S10+S20 cu cel mult o constantă. Această constantă nu poate fi determinată numai folosind principiul al doilea 
În concluzie, putem aprecia cât de mult se poate deduce din afirmația lui Carathéodory despre integrabilitatea lui dQ atunci când adăugăm noțiunea de echilibru termic.
Critica principală a prezentării lui Carathéodory este că trecerea de la afirmația inițială (PC) la integrabilitatea lui dQ se face prin ocolul aparent dificil al lemei sale. Pentru sisteme cu doi parametri, aceasta pare prea complicat. În prezentarea lui Planck (1926) astfel de dificultăți nu apar.

### Argumentația lui Planck
Arătăm acum cum Max Planck, folosind formularea (PP) a principiului al doilea, demonstrează direct  - prin argumente pur fizice – integrabilitatea  cantității de căldură schimbată de sistemul compus cu exteriorul  și justifică astfel procedura ulterioară a lui Carathéodory de introducere a temperaturii absolute. Considerăm pentru aceasta un sistem, izolat adiabatic de exterior, de două corpuri K1, K2 în contact termic unul cu celălalt : schimbări ale stării sale pot fi induse numai de deplasarea unor greutăți in câmpul gravitațional. Considerăm numai procese reversibile ale acestui sistem. Astfel, în cursul evoluției sistemului are loc relația:

 Aceasta este la prima vedere o ecuație diferențială pentru o funcție S2(S1,θ) pentru fiecare valoare fixă a lui θ. Interpretarea ei este însă mai complicată: avem libertatea să schimbăm reversibil atât pe S1, cât și temperatura de echilibru θ: pentru fiecare alegere a unei funcții θ(S1),expresia (4.2.1) este o ecuație diferențială pentru S2(S1). Pentru alegeri arbitrare ale funcțiilor N1(S1,θ),N2(S2,θ), soluția va depinde de funcția aleasă θ(S1). Max Planck arată însă că principiul al doilea, sub forma (PP) implică independența soluției de alegerea lui θ(S1).

Într-adevăr, să presupunem că starea inițială a sistemului este (S10,S20,θ0) și că, printr-un proces reversibil am ajuns la o stare (S10, S21, θ1) cu aceeași entropie pentru K1, dar θ1≠θ0. Putem separa acum pe K1 de K2: printr-o transformare adiabatică de-a lungul adiabatei indicate de S10,putem aduce pe K1 în starea inițială. Cu aceasta starea sistemului format din K1 și K2 este aceeași cu cea de la început, cu excepția posibilă a stării lui K2 și a deplasării unei greutăți.  Dar atunci, conform discuției din §3, entropia lui K2 este și ea aceeași cu cea de la inceput. Faptul remarcabil este că temperatura de echilibru nu joacă nici un rol: se poate ca θ(S1)≠θ0. De aici putem deduce că funcția S2(S1,θ(S1),S10,S20) nu depinde deloc de θ(S1).Pentru aceasta, presupunem că, plecând de la starea (S10,S20,θ0), ajungem pe două drumuri diferite θ(S1),θ'(S1) la aceeași valoare S11 a lui S1, dar la câte două valori diferite ale lui θ și ale lui S2: S21', S21": repetăm argumentul de mai sus luând drept stare inițială (S11,θ(S11),S21'), parcurgem în sens invers drumul care duce la (S10,S20,θ0) și atingem starea (S11,θ'(S11),S21) Deducem, ca mai sus,că S21"= S21'. Deci ecuația (4.2.1) este astfel încât soluțiile ei sunt independente de θ: aceasta nu este posibil decât dacă în raportul N1(S1,θ)/N2(S2,θ) dependența de θ se "simplifică". Ca și în paragraful precedent, acest factor este independent de natura corpurilor K1 și K2 și, normat corespunzător, este temperatura absolută. Scriind N1=T(θ)N10(S1), N2=T(θ)N20(S2), definim entropiile standard ale lui K1 și K2 prin: 

  astfel incât: 

unde se vede direct că forma dQ pentru sistemul compus din K1 și K2 este integrabilă (vezi (2.4)), T(θ) este factorul integrand , iar entropia standard a sistemului, definită natural de (4.2.3) satisface:

Deducția lui Planck are o simplitate incontestabilă.

### Digresiune: Integrabilitate și formularea Kelvin-Planck a principiului al doilea[28]
În manualele „clasice“ (de exemplu Ș. Țițeica ) , urmărind dezvoltarea istorică a subiectului, (pornind de la Clausius) integrabilitatea formei diferențiale dQ (și deci existența entropiei) este demonstrată pornind de la formularea Kelvin-Planck a principiului al doilea (nu trebuie confundată cu formularea (PP)din §2) după care nici un sistem nu poate parcurge un proces ciclic al cărui singur rezultat să fie un lucru mecanic efectuat asupra exteriorului (ΔL<0) luând căldură de la un singur rezervor (ΔQ>0).

Drept o completare naturală, arătăm integrabilitatea formei dQ în același cadru al celor două corpuri K1 și K2 în contact termic din paragrafele precedente, folosind principiul al doilea in forma Kelvin-Planck. De data aceasta luăm drept parametri volumele V1 si V2 și temperatura de echilibru (empirică) θ. Cantitatea de căldură schimbată cu exteriorul este:

unde entropiile empirice S1, S2 sunt funcții de V1,θ și V2,θ. Înlocuind diferențialele dS1, dS2 cu diferențialele dV1, dV2 ,dθ, obținem o formă de trei variabile. Dacă sistemul evoluează adiabatic, dQ=0; în general, nu există o funcție θ(V1,V2) care să satisfacă această ecuație; dacă există, atunci dQ este integrabilă. Să presupunem că la o pereche (V1,V2) dată, ar exista două valori θa, θb care ar putea fi atinse prin procese adiabatice reversibile pe drumuri diferite în planul (V1,V2) pornind dintr-un punct (V10,V20). Atunci, presupunând θa > θb, putem parcurge drumul de la (V1,V2,θa) la (V10,V20,θ0) și apoi la (V1,V2,θb) iar în punctul final punem sistemul în contact cu un rezervor la temperatura θa (un rezervor este astfel că orice corp în contact cu el ia  temperatura lui). Din principiul întâi, sistemul absoarbe căldură de la rezervor și deoarece ΔU = ΔL + ΔQ , ΔU= 0 iar ΔQ>0,  lucrul mecanic efectuat asupra exteriorului este pozitiv (ΔL<0). Dar după formularea lui Kelvin-Planck, aceasta e imposibil; deci e o singura temperatură care corespunde lui V1,V2; deci forma dQ este integrabilă. Din acest punct, putem folosi argumentația lui Carathéodory.

## Creșterea entropiei
Max Planck  pune următoarea chestiune: două corpuri K1, K2 se află inițial în stările (θ1i,V1),(θ2i,V2); ele sunt puse în contact unul cu celălalt, izolate complet de mediul exterior, cu excepția unei greutăți care, la sfârșitul procesului, s-a ridicat sau s-a coborît, masurând astfel variația energiei interne a sistemului. La sfârșit, despărțim corpurile. Stările finale ale sistemelor sunt (θ1f,V1f),(θ2f,V2f). Problema este: ce restricții există asupra stărilor care sunt accesibile plecând de la stările inițiale date? Entropiile inițiale sunt S1i, S2i, cele finale S1f, S2f.

În primul rând, păstrând entropia lui K2 constantă, putem, printr-un proces adiabatic, să-l aducem la temperatura θ1f (cu volumul V2f') a lui K1, astel incât, in contact termic cu acesta, să se găsească în echilibru. Dacă sistemul format din K1 și K2 este izolat adiabatic de exterior, putem să modificăm reversibil stările lui K1 și K2 deplasând greutățile exterioare, dar numai astfel incât suma entropiilor lor să ramână constantă (vezi §4). În particular putem să aducem corpul K2 la entropia sa inițială S2i; entropia lui K1 este atunci :

 Acum despărțim pe K1 de K2; Deoarece K2 are entropia S2i, el poate fi adus printr-un proces adiabatic reversibil chiar la volumul și temperatura inițială. Am ajuns astfel la situația descrisa in §2: fără să existe o altă schimbare în exterior în afară de deplasarea unei greutăți, corpul K1 a trecut din starea (θ1i,V1i) cu entropia S1i într-o stare (θ1f',V1f') cu entropia S1f'. Aceasta este posibil numai daca S1f' > S1f, deci dacă: 

 Acesta este un rezultat remarcabil („inima termodinamicii“): mulțimea stărilor care pot fi atinse prin procese oarecari de interacție între K1 și K2 este cuprinsă în mulțimea stărilor pentru care suma entropiilor este mai mare decat cea inițială: nu este exclus ca entropia unuia din corpuri să scadă.

Rezultatul poate fi generalizat la n corpuri, K1,..,Kn care, în interacție unul cu celălalt (și pe urmă despărțite unul de celălalt) trec de la stările inițiale (θ1i,V1i)...(θni,Vni) la unele finale (θ1f,V1f),...(θnf,Vnf). Este suficient să argumentăm prin inducție completă: păstrând entropia totală finală constantă, putem aduce corpul Kn în echilibru termic cu corpul Kn-1, printr-un proces adiabatic reversibil. Modificăm reversibil și adiabatic sistemul format din Kn și Kn-1 până când entropia lui Kn ajunge aceeași cu cea de la început, pe urmă îl despărțim de Kn-1 și îl aducem în starea inițială printr-un proces adiabatic reversibil.Entropia totală este constantă, entropia celor n-1 corpuri rămase este S1f +S2f+...+ Snf-Sni, iar restul universului este neschimbat; starea lor finală ((θ1f,V1f)...(θ'n-1,f,V'n-1,f) poate fi atinsă – prin ipoteza de inducție – numai dacă 

 ceea ce arată că – și pentru n corpuri - creșterea sumei entropiilor este o condiție necesară pentru ca stările finale să fie accesibile pornind de la cele inițiale.

## Dezvoltări ulterioare
Lucrarea din 1909 a lui Carathéodory a adus un mod radical nou de a prezenta „axiomatic“ termodinamica, care nu a fost acceptat de fizicieni decât cu reticență. În special Max Planck - autoritatea maximă de atunci a domeniului – l-a privit cu evidentă lipsa de simpatie și, deși a recunoscut că posedă o anumită eleganță și simplitate, nu i-a acordat creditul de care aceasta s-a bucurat crescând, o dată cu trecerea anilor. Există de la prima vedere o diferență între argumentația lui Carathéodory si cea a lui Planck: prima este pur deductivă (cel puțin în intenție: corectitudinea ei este contestată), a doua conține elemente „practice“ (punem corpurile în contact, le îndepărtăm, etc.), fără să dea însă deloc impresia de lipsă de rigoare. Evident însă rămâne suspiciunea că argumentul intuitiv corect conține mai multe premize decât cele spuse explicit. Pe de altă parte, claritatea prezentării poate pune la îndoială că limbajul potrivit termodinamicii este într-adevăr acela al geometriei diferențiale și poate sugera existența unui alt sistem de axiome, care să „mimeze“ operațiile macroscopice de care se face uz în manualele „standard“ de termodinamică.  Incepând din anii 1960 au fost publicate mai multe propuneri de formulare axiomatică a termodinamicii – urmând în felul acesta intenția originală a lui Carathéodory - (G.Falk și H.Jung, H.A.Buchdahl, J.Boyling, R.Giles, E.Lieb și J.Yngvason ). Ele urmează) pe Carathéodory în aceea că - independent de noțiunea de temperatură – ele introduc direct noțiunea de entropie empirică, fără a recurge însă la „excursia“ în geometrie diferențială data de Lema lui Carathéodory: pentru aceasta, se pornește de la constatarea (H.A.Buchdahl, H.A.Buchdahl și W.Grewe)- cuprinsă în formularea (Pc) a principiului al doilea - că mulțimea stărilor Z1, Z2,..Zn  de (aproape) echilibru pe care un sistem izolat adiabatic le poate atinge în decursul evoluției sale este o mulțime ordonată, astfel că putem scrie Z1 ≤ Z2 ≤..≤ Zn (prin aceasta se înțelege că Z2 este  accesibil adiabatic pornind de la Z1, dar Z1 este inaccesibil plecand de la Z2,iar semnul de egalitate înseamnă că Z1 sș Z2 pot fi legate printr-un proces adiabatic reversibil). Această ordine duce la o „foliație“ a mulțimii stărilor unui sistem, fiecare „foaie“ conținând stările accesibile adiabatic reversibil pornind de la una din ele. Entropia empirică este orice funcție σ(Z) de parametrii care descriu stările și care are proprietatea că

 ea „numerotează“ foile. Există arbitrarietate în alegerea acestei funcții, iar aceasta este redusă ulterior prin axiome privind comportarea sistemelor compuse. În felul acesta, creșterea entropiei în procese ireversibile apare de la inceput ca naturală și „de la sine ințeleasă“. Acest accent pe procese ireversibile este în spiritul lui Planck.   Dintre lucrările citate, acelea ale lui H.A.Buchdahl și J.Boyling păstrează (în linii mari) limbajul geometriei diferențiale și sunt dezvoltări naturale  ale metodei lui Carathéodory. Pe de altă parte, lucrările lui G.Falk și H.Jung , R.Giles și E.Lieb și J.Yngvason  impartășesc scepticismul lui Planck că noțiuni și exprimări topologice ("în orice vecinătate a unei stări...") ar fi relevante pentru termodinamică, și  prezintă un sistem de axiome de natură algebrică depărtat de limbajul practic obișnuit în fizică; cititorului îi trebuie un timp pentru a se obișnui cu ele, progresul lecturii este corespunzător dificil, dar efortul de a atinge rigoare și claritate absolută este impresionant. 
O privire istorică asupra principiului al doilea de la începuturi până în prezent, legată de problema „săgeții timpului“ implicată de ireversibilitate, și foarte pasionant de citit este  articolul lui J.Uffink.